# Magno III da Suécia
Magno III (1240 – Visingsö, 18 de dezembro de 1290) – conhecido como Magnus Ladulås ("Magno, o Tesoureiro") ou pelo seu nome próprio Magnus Birgersson – foi rei da Suécia de 1275 até sua morte em 1290.                                                                                      Era filho de Birger Jarl e Ingeborg Eriksdotter da Suécia, filha do rei Érico X (Erik Knutsson).                                                                              Ascendeu ao trono depois de depor pela força o seu irmão Valdemar.

Menos brutal que o seu pai, o rei Magno III consolidou o estatuto jurídico privilegiado da nobreza pelas Ordenações de Alsnö em 1280, e do clero em 1281.                                                                                                                                                  Introduziu os impostos para os camponeses, fortaleceu o papel de Estocolmo como centro político do reino e criou o primeiro Conselho Real (Riksrådet) para o auxiliar a reger o país.

Está sepultado na Igreja de Riddarholmen, em Estocolmo.                                                                          